# エマ・バーンズ
エマ・バーンズ（Emma Burns、2003年5月16日 - ）は、日本のファッションモデル、タレント、歌手、女優である。2022年現在、朝比奈エマの芸名で活動を行っている。

## 経歴
東京都出身。過去にジュネス、オウサム、フリー・ウエイブにも所属していた。CMやモデルで活動中。日本人の母とイギリスの父との間のハーフである。妹が1人いる。
NHKの連続テレビ小説『マッサン』（2014年）では、ヒロインであるエリーの幼少期役を演じた。
中学に進学と同時に一旦、芸能界から遠ざかっていたが、アナウンサー志望だった為、ホリプロのアナウンサーワークショップに通い始めたところ、レッスンを受けてみないかと打診される。
2020年8月21日にガールズユニット・821に加入する。821は2024年7月末にHUNNY BEEに改名した。
学業を優先するため、2024年12月31日をもって所属事務所（ホリプロ）を退所し、HUNNY BEEを卒業した。

## 出演

### バラエティ
- 金色の花道（日本テレビ）
- えいごであそぼ（NHK教育）
- ムジカ・ピッコリーノ（NHK教育）
- 全力坂（2021年11月23日、テレビ朝日）[7]

### テレビドラマ
- ダンナ様はFBI〜愛のミッション〜（2014年5月11日、NHK BSプレミアム）
- 連続テレビ小説 マッサン（2014年度下半期、NHK） - エリー（演：シャーロット・ケイト・フォックスの幼少期）役
- わたしを離さないで（2016年1月、TBS） - 真実（演：中井ノエミの幼少期）役
- 消えた初恋（2021年10月9日 - 12月18日、テレビ朝日） - クラスメイト 役[8]
- 吉祥寺ルーザーズ 第3話・第4話・最終話（2022年4月25日・5月2日・6月27日、テレビ東京） - リコの友人 役
- リズスタ -Top of Artists!-（2022年10月9日、テレビ東京）

### 映画
- のだめカンタービレ 最終楽章 後編（2010年）
- 割らず箸（2013年）蕎麦屋の孫娘 役[9]

### 短編映画
- オスステップ!（2022年10月1日・8日・9日、国映株式会社 TCC試写室） - 主演[10]

### CM
- タカラトミー、リカちゃんメイクアップサロン
- リコー、CX4 小さな誘惑篇
- 共同不動産プロジェクト、KOTONA〜VILLAS星ヶ丘の森〜
- イオンモール、レイクタウンアウトレット
- サントリー、BOSSシルキーブラック Missオルゴール 役
- NTT西日本、Bizひかりクラウド
- ハウス食品、ごちそうチャウダー

### ミュージックビデオ
- PUFFY「R.G.W.」（2010年）

### スチール
- フェリシモ、ano:ne
- フェリシモ、HARAPPA
- セシール、キッズセシール
- ナイスデイ
- FITH、トリコフィールド
- FITH、DENIM DUNGAREE
- ミキハウス、School Days
- スクロール、クローゼット
- ワッフリッシュワッフル（2011年）
- レモール、GoodsLand（2011年）

### その他
- Flower Rougeコンピレーションアルバム「Memories Bossa Spring Summer Side」CDジャケット（2010年）
- Flower Rougeコンピレーションアルバム「Memories Bossa Winter Side」CDジャケット（2011年）
- E-girls「THE NEVER ENDING STORY」CDジャケット（2013年）

## 書籍
- X-girl stages（祥伝社）
- MERCURYDUO（宝島社）

### 雑誌
- アイケント（リクルート）
- 赤すぐキッズ（リクルート）
- 赤すぐ（リクルート）
- Baby-mo（主婦の友社）
- sesame（朝日新聞出版）
- SAKURA（小学館）
- MilK（トランスメディア）
- OCEANS（ライトハウスメディア）
- petit Lycee（マガジンハウス）
- nina's（祥伝社）
- LOVE berry（2016年5月 - 2017年3月、徳間書店） - モデル